# إنتا
إنتا (الروسية: Инта) هي إحدى مدن روسيا في الكيان الفدرالي الروسي جمهورية كومي. بلغ عدد سكانها 32,080 حسب تعداد عام 2010